# Targaryendraco

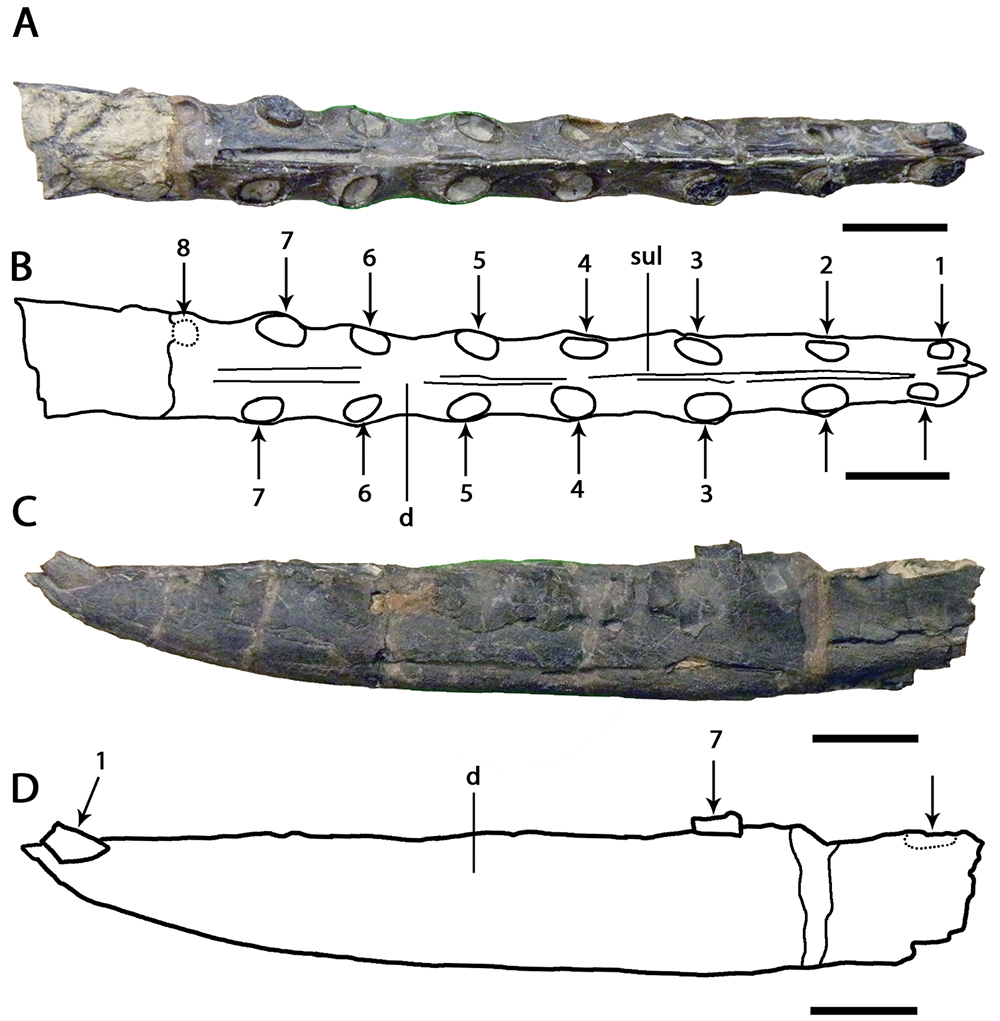
Holotype

Targaryendraco is een geslacht van uitgestorven pterosauriërs, behorend tot de Pterodactyloidea, dat leefde tijdens het Vroeg-Krijt in het gebied van het huidige Duitsland. De enige benoemde soort is Targaryendraco wiedenrothi.

## Vondst en naamgeving
Juli 1984 vond de amateurpaleontoloog Kurt Wiedenroth uit Garbsen in de leemput van Engelbostel aan de zuidelijke stadsrand van Hannover het fragmentarische skelet van een pterosauriër.
In 1990 benoemde en beschreef Rupert Wild de vondst als een nieuwe soort van Ornithocheirus: Ornithocheirus wiedenrothi. De soortaanduiding eert Wiedenroth als ontdekker. Wild zag overeenkomsten met Ornithocheirus compressirostris.
Het holotype SMNS 56628 is gevonden in een laag van de Stadthagenformatie die dateert uit het vroegste Hauterivien, ongeveer 132 miljoen jaar oud. Het gaat om een afzetting in kustwateren. Het bestaat uit een gedeeltelijk skelet met een stuk van de onderkaken. Bewaard zijn gebleven: het voorste deel van de symfyse van de onderkaken, een stuk van de achterkant van de symfyse, een rechterarticulare, een stuk rib, de onderste uiteinden van een linkerellepijp en een linkerspaakbeen, twee uiteinden van een derde linkermiddenhandsbeen en een stuk van een vingerkootje, vermoedelijk het eerste van de derde linkervinger. Het betreft wellicht een jongvolwassen individu. Het fossiel maakt deel uit van de collectie van het Staatliches Museum für Naturkunde Stuttgart waar Wild in 1990 werkte. Het is de meest volledige pterosauriërvondst die uit het Onder-Krijt van Duitsland bekend is.
In 2001 suggereerde David Unwin dat het weleens een soort van Lonchodectes zou kunnen zijn. In 2013 meenden Taissa Rodrigues en Alexander Kellner dat het in ieder geval geen soort van Ornithocheirus was. In 2019 stelden Pascal Abel e.a. dat het tijd was er een apart geslacht voor te benoemen. Vermoedelijk waren ze van plan dat ook zelf te doen maar anderen zouden hun voor zijn.
In november 2019 benoemden Rodrigo Pêgas, Borja Holgado en María Eduarda Santos de Castro Leal Targaryendraco. De geslachtsnaam combineert een verwijzing naar het Huis Targaryen uit de fantasyromanserie Het lied van ijs en vuur — waarop weer de bekende televisieserie Game of Thrones gebaseerd was — met een Latijns draco, 'draak'. In de series spelen draken een grote rol die een mystieke band hebben met de leden van het adelhuis. De draken hebben ook donkere botten, net als bij deze soort. In ruimere zin is er vaak een verband gelegd tussen pterosauriërs en mythische draken. De typesoort van het geslacht is Ornithocheirus wiedenrothi. De combinatio nova is Targaryendraco wiedenrothi. De Life Science Identifier van het geslacht is FFC0ECCC-C2DA-41D7-AA60-336B05D142F6.

## Beschrijving

### Grootte en onderscheidende kenmerken
Targaryendraco is een middelgroot lid van de Ornithocheiroidea. De beschrijvers stelden zich wegens het fragmentarische karakter van de vondst niet aan een schatting van de grootte te willen wagen. Wel gaven ze aan dat de directe verwanten een vleugelspanwijdte hadden van tussen de drie en vier meter. De kaakfragmenten van Targaryendraco wijzen op een koplengte van zo'n veertig centimeter. Dat past goed bij een dergelijke spanwijdte.
De naamgevers van Targaryendraco wisten één onderscheidend kenmerk vast te stellen. Het is een autapomorfie, een unieke afgeleide eigenschap. De symfyse van de onderkaken heeft vooraan een naar voren gericht tandvormig uitsteeksel, gevormd door een samenvloeiing van de zijranden van de middengroeve in het bovenvlak van de symfyse. Al Taissa en Kellner hadden in 2013 dit karakter als onderscheidend herkend.
Eerder in 2019 hadden Pascal Abel e.a. nog een tweede onderscheidend kenmerk aangegeven: het bezit van twee schuin vooruitstekende tanden op de eerste tandpositie van de onderkaken.

### Skelet

#### Onderkaken
Het bewaarde voorste deel van de symfyse heeft een lengte van zevenentachtig millimeter. Het stuk achterkant, afkomstig van waar de takken splitsen, sluit niet bij het voorstuk aan en het is onbekend hoeveel er verloren is gegaan. Het voorste deel van de symfyse is opvallend small, niet meer dan driemaal de breedte van de tandkassen. In bovenaanzicht lopen de zijden ervan vrijwel evenwijdig. In zijaanzicht loopt de onderrand schuin af tot de positie van de zesde tand. Tot diezelfde positie is een lage afgeronde kiel aanwezig. Van een echter kam kan men niet spreken en Abel e.a. illustreerden overeenkomstig ook de snuit zonder kam. De groeve in het bovenvlak is erg smal, 0,5 tot 0,9 millimeter, ongeveer de helft van de breedte van de tandkassen die op twee millimeter ligt. De groeve wordt begrensd door twee richels die boven het niveau van de tandkassen uitsteken. De groeve loopt naar voren door tot het eerste tandenpaar. Daar vloeien de richels samen tot een enkele richel. Die loopt weer uit in een tandvormig uitsteeksel met een scherpe bovenrand. Sommige andere pterosauriërs hebben ook zo'n uitsteeksel naar dan heeft het nooit een scherpe bovenrand gevormd door een samenvoeging van twee zijranden.
Bij het articulare, het bovenste achterste bot van de onderkaak, toont het kaakgewricht putjes die kunnen duiden op een onvolgroeid zijn van het individu. Het retroarticulair uitsteeksel, de hefboom om de muil te openen, is maar iets langer dan het kaakgewricht. Het heeft bovenop een fossa depressoria, een uitholling waar de musclus depressor mandibulae aan bevestigd was. Die toont maar zwakke groefjes van de spieraanhechting en mist de putjes of foramina die de meeste pterosauriërs tonen. Het oppervlak is dus vrij glad, net als bij Bakonydraco en Aymberedactylus, hoewel dat geen nauw verwante soorten zijn.
De tanden van het fossiel zijn grotendeels verloren gegaan. Nog zes tandkassen bewaren er resten van. Daar valt uit af te leiden dat de tanden kegelvormig zijn, met een ovale dwarsdoorsnede. Ze hebben lengtegroeven op de binnenzijde die ondiep zijn en niet aaneengesloten. De groeven aan de buitenzijde zijn smaller en meer subtiel. De tanden maken grotendeels een hoek van 15° tot 22° met de kaakrand. Alleen het voorste paar steekt meer naar voren. Dat wordt van elkaar gescheiden door een zeer dunne beenbalk, met minder dan de helft van de breedte van een tandkas. Het eerste en tweede paar zijn onderling door een grotere tussenruimte gescheiden, maar niet meer dan de tandbreedte in zijaanzicht. Bij de opvolgende tanden is de breedte meer dan een tandkas. De tanden zijn ongeveer even groot, maar het derde paar is groter, iets naar buiten verdikt. Er moeten minstens tien paar tanden zijn geweest.

#### Postcrania
Het stuk spaakbeen heeft een lengte van eenenveertig millimeter. In de achterkant van het onderste uiteinde, richting middenhand, bevindt zich een vrij klein pneumatisch foramen. Het gewrichtsvlak toont ook hier putjes, een teken van een dikke kraakbeenkap zoals jonge dieren die bezitten. Het vlak heeft een klein bultje. Het stuk ellepijp heeft dezelfde kenmerken. In het midden van de voorzijde, op de rand van het gewricht, bevinden zich twee kleine foramina. Verder toont de voorzijde een lengtegroeve. De achterzijde heeft één foramen. Het bultje op het midden van het gewrichtsvlak wordt aan de bovenzijde begrensd door een uitholling, doorboord door een foramen, terwijl de rand eronder ook hol is, naar het bultje uitlopend als een grote inzinking, de fovea carpalis, die vermoedelijk contact maakt met een polsbeentje.
Het derde middenhandsbeen bereikte vermoedelijk de pols.

## Fylogenie
Targaryendraco werd in 2019 binnen de Lanceodontia in een nieuwe klade Targaryendraconia, en daar weer binnen in een eigen Targaryendraconidae. Hij zou direct verwant zijn aan Aussiedraco en Barbosania, maar het is onzeker welke van die twee de zustersoort is; hij werd ermee dus in een polytomie gevonden.